# Neomarica brachypus
Neomarica brachypus är en irisväxtart som först beskrevs av John Gilbert Baker, och fick sitt nu gällande namn av Thomas Archibald Sprague. Neomarica brachypus ingår i släktet Neomarica och familjen irisväxter. Inga underarter finns listade i Catalogue of Life.

## Bildgalleri

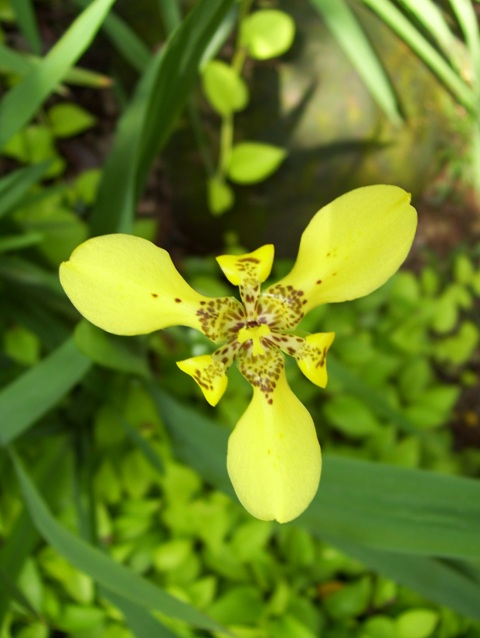
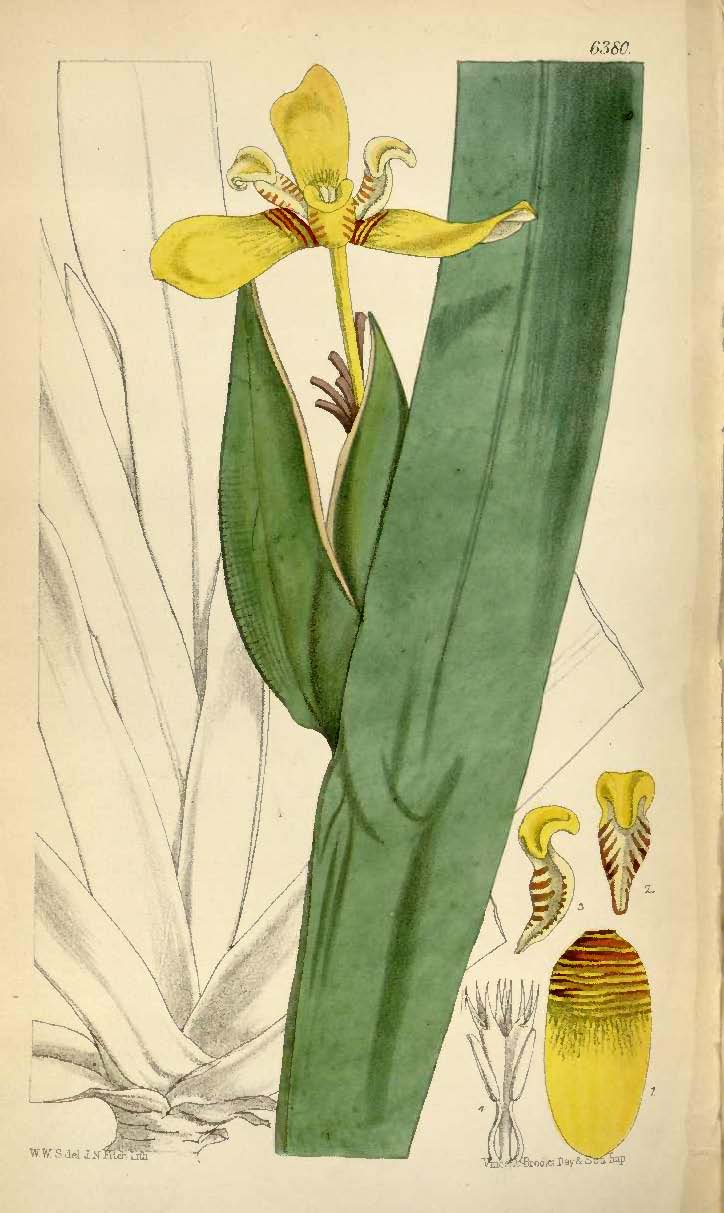